# موزه آنگلادون
موزه آنگلادون (فرانسوی - Musée Angladon - Collection Jacques Doucet) موزه‌ای در خیابان لابورور ۵ در آوینیون است. این موزه در ساختمان هتل مارسی واقع شده‌است. این موزه در سال ۱۹۹۶ بر پایه خواسته‌های ژان و پولت آنگلادون-دوبروژو، وارثان بیوه کوتور پاریسی ژاک دوسه (۱۹۲۹–۱۸۵۳) تأسیس شد. مجموعه‌های آن شامل آثار هنری از قرن ۱۸ تا ۲۰ است.

## تاریخچه
ژاک دوسه یکی از اولین خانه‌های مد لباس بالا را در پاریس راه‌اندازی کرد که از سال ۱۸۹۵ تا ۱۹۲۷ در خیابان دو لا پیکس مستقر بود. با ثروتی که از این کار به دست آورد، طراحی‌ها، نقاشی‌ها، مبلمان و اشیاء هنری را از قرن هجدهم تا امروز جمع‌آوری کرد. او همچنین حامی فعال هنر بود و از نویسندگانی مانند لوئی آراگون، آندره برتون، روبر دسنوس، ماکس ژاکوب، آندره سوارس، آنتونن آرتو، بلز سندرار و پیر روردی حمایت مالی کرد و دو کتابخانه کامل را به دانشگاه پاریس اهدا کرد. این موزه از چندین هزار کتاب و سند تشکیل شده و اکنون به ترتیب کتابخانه هنر و باستان‌شناسی ژاک دوسه (کتابخانه INHA) و کتابخانه ادبی ژاک دوسه را تشکیل می‌دهد.

## مجموعه‌ها

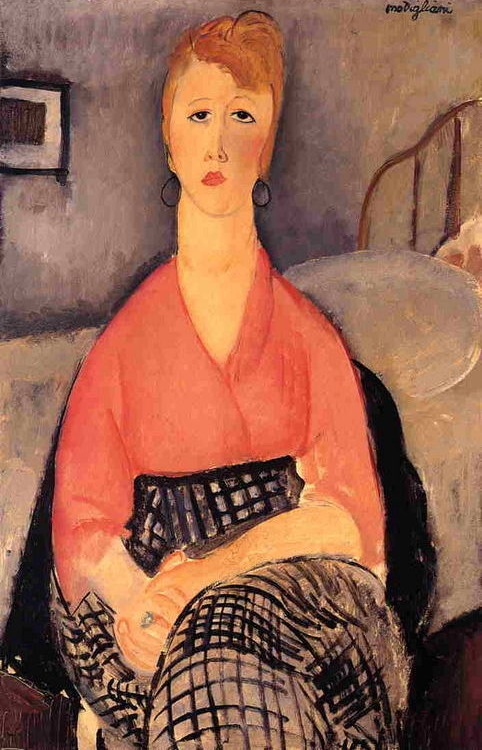
بلوز صورتی (لا بلوز رز)، آمدئو مودیلیانی، ۱۹۱۹

- آثار پیر دوپوی، ژان باپتیست شاردن، ژوزف ورن، هوبرت روبرت و توماس لورنس، طراحی‌های فرانسوا بوچر و ژست اورل میسونیه، مبلمان ژاکوب، تیلار، للارژ و چندین اثر هنری.
- آثاری از اوژن کریر، پل سزان، اونوره داومیه (سانچو پانزا)، ادگار دگا، ادوار مانه، آلفرد سیسلی، ونسان ون گوگ، رودو، اودیلون ردون و ادوارد ویلارد.
- آثاری از هنرمندان محافل آوانگاری که دوسه در آنها فعالیت می‌کرد، مانند آندره دراین، ژان لوئیس فورین، لئونارد فوجیتا، آمدئو مودیلیانی و پابلو پیکاسو.
- نقاشی‌ها، مجسمه‌ها و مبلمان قرون وسطی و رنسانس که آنگلادون و همسرش از سال ۱۹۶۸ شروع به خرید آن‌ها کردند و در دو اتاق موزه به نمایش گذاشته می‌شوند.
- یک کابینت متعلق به خاور دور، شامل ظروف چینی تاریخی قرن هجدهم، جمع‌آوری شده توسط دوسه